# Aswardby
Aswardby – wieś w Anglii, w hrabstwie Lincolnshire. Leży 41 km na wschód od Lincoln i 190 km na północ od Londynu.